# Chae Jung-an
Chae Jung-an, née Jang Jung-an le 21 octobre 1977 à Busan (Corée du Sud), est une actrice et chanteuse sud-coréenne,.

## Biographie et carrière
Chae a étudié le théâtre et le cinéma à l'université Dongguk de Séoul.

## Filmographie

### Films
| Année | Titre                  | Titre original | Nom du Rôle      | Rôle      |
| ----- | ---------------------- | -------------- | ---------------- | --------- |
| 1998  | Amazing Men            |                |                  |           |
| 2003  | Run 2 U                |                | Kyeong-a         |           |
| 2004  | Grandma's Adventure    |                | La fille cadette |           |
| 2008  | Hello, Schoolgirl (en) | 순정만화       | Kwon Ha Gyeong   | Principal |
| 2014  | Dad for Rent           |                | -y Mi Yeon       |           |
| 2016  | Two Rooms, Two Nights  | 두 개의 연애   | Yu Jun           | Principal |

### Séries télévisées
| Année | Séries Télévisé                  | Titre Original   | Nom du Rôle            | Rôle       | Chaîne |
| ----- | -------------------------------- | ---------------- | ---------------------- | ---------- | ------ |
| 1996  | Three Guys and Three Girls       |                  | (invitée)              |            | MBC    |
| 1998  | Panther of Kilimanjaro           |                  |                        |            | KBS 2  |
| 1998  | Crush                            |                  |                        |            | KBS 2  |
| 1998  | Paper Crane                      |                  |                        |            | KBS 2  |
| 2001  | Mina                             |                  | Kim Soo-ryun/Park Mina |            | KBS 2  |
| 2001  | Snowflakes                       |                  | Seo Ji-ho              |            | KBS 2  |
| 2003  | Run                              |                  | Kang Hee-ya            |            | MBC    |
| 2003  | Over the Green Fields            |                  | Sung Soon-ho           |            | KBS 2  |
| 2004  | Emperor of the Sea (en)          | 해신             | Lady Chae Ryeong       | Secondaire | KBS 2  |
| 2007  | The 1st Shop of Coffee Prince    | 커피프린스 1호점 | Han Yu Ju              | Principal  | MBC    |
| 2009  | Cain and Abel (en)               | 카인과 아벨      | Kim Seo Yeon           | Principal  | SBS    |
| 2009  | Hot Blood                        | 열혈장사꾼       | Kim Jae Hee            | Principal  | KBS 2  |
| 2010  | Queen of Reversals (en)          | 역전의 여왕      | Baek Yeo Jin           | Principal  | MBC    |
| 2013  | When a Man Falls in Love         | 남자가 사랑할 때 | Baek Seong Ju          | Secondaire | MBC    |
| 2013  | Drama Special (en) « Your Noir » | 당신의 누아르    | Lee Hyun               | Principal  | KBS 2  |
| 2013  | Prime Minister and I             | 총리와 나        | Seo Hye Ju             | Principal  | KBS 2  |
| 2014  | A New Leaf (en)                  | 개과천선         | Yu Jeong Seon          | Principal  | MBC    |
| 2015  | Ex-Girlfriend Club (en)          | 구여친클럽       | Baek Song-yi (ep 1)    | Caméo      | tvN    |
| 2015  | Yong-pal                         | 용팔이           | Lee Chae Yeong         | Secondaire | SBS    |
| 2016  | Entertainer (en)                 | 딴따라           | Yeo Min Ju             | Principal  | SBS    |
| 2017  | Man to Man                       | 맨투맨           | Song Mi Eun            | Principal  | JTBC   |
| 2018  | Suits                            | 슈츠             | Choi Byeon             | Principal  | KBS 2  |
| 2019  | Legal High                       | 리갈하이         | Min Ju Gyeong          | Principal  | JTBC   |

## Récompenses
| Année | Prix                                 | Catégorie                             | Œuvre nommée                  | Résultat   |
| ----- | ------------------------------------ | ------------------------------------- | ----------------------------- | ---------- |
| 1995  | Johnson & Johnson Clean Face Contest | Grand prix                            | —                             | Lauréat    |
| 1999  | 10e Seoul Music Awards               | Prix du nouvel artiste                | Cruel                         | Lauréat    |
| 2007  | MBC Drama Awards                     | Prix d'excellence féminine            | The 1st Shop of Coffee Prince | Nomination |
| 2010  | MBC Drama Awards                     | PD Award                              | Queen of Reversals            | Lauréat    |
| 2015  | 4e APAN Star Awards                  | Meilleure actrice dans un second rôle | Yong-pal                      | Lauréat    |